# Riksområde
Riksområde är i Sverige en för internationella statistiska ändamål gjord regional indelning. Riksområdena ingår i NUTS. Det finns inom EU totalt 254 NUTS2-områden. 
Varje riksområde består av ett eller flera län.

## Sveriges indelning i riksområden
| Indelningen av Sverige enligt NUTS 1 och NUTS 2.Vänstra bilden visar NUTS1:SE1 Östra Sverige - blåttSE2 Södra Sverige - gröntSE3 Norra Sverige - orange.     |  | Indelningen av Sverige enligt NUTS 1 och NUTS 2.Vänstra bilden visar NUTS1:SE1 Östra Sverige - blåttSE2 Södra Sverige - gröntSE3 Norra Sverige - orange. |
| Indelningen av Sverige enligt NUTS 1 och NUTS 2. Vänstra bilden visar NUTS1: SE1 Östra Sverige - blått SE2 Södra Sverige - grönt SE3 Norra Sverige - orange. |  | |

Sverige är indelat i följande riksområden:
- SE1, Östra Sverige
  - SE11, Stockholm
    - SE110, Stockholms län

  - SE12, Östra Mellansverige
    - SE121, Uppsala län
    - SE122, Södermanlands län
    - SE123, Östergötlands län
    - SE124, Örebro län
    - SE125, Västmanlands län
- SE2, Södra Sverige
  - SE21, Småland och öarna
    - SE211, Jönköpings län
    - SE212, Kronobergs län
    - SE213, Kalmar län
    - SE214, Gotlands län

  - SE22, Sydsverige
    - SE221, Blekinge län
    - SE224, Skåne län

  - SE23, Västsverige
    - SE231, Hallands län
    - SE232, Västra Götalands län
- SE3, Norra Sverige
  - SE31, Norra Mellansverige
    - SE311, Värmlands län
    - SE312, Dalarnas län
    - SE313, Gävleborgs län

  - SE32, Mellersta Norrland
    - SE321, Västernorrlands län
    - SE322, Jämtlands län

  - SE33, Övre Norrland
    - SE331, Västerbottens län
    - SE332, Norrbottens län